# Cephalopentandra ecirrhosa
Cephalopentandra ecirrhosa är en gurkväxtart som först beskrevs av Célestin Alfred Cogniaux, och fick sitt nu gällande namn av Charles Jeffrey. Cephalopentandra ecirrhosa ingår i släktet Cephalopentandra och familjen gurkväxter. Inga underarter finns listade i Catalogue of Life.